# 科爾基約克蓬塔山
12°07′39″S 75°41′52″W / 12.12750°S 75.69778°W
科爾基約克蓬塔山（Qullqiyuq Punta），是秘魯的山峰，位於該國中南部利馬大區，由堯約斯省的托馬斯區負責管轄，屬於秘魯中部山脈的一部分，海拔高度4,600米。